# Populärer als Jesus
„Populärer als Jesus“ (englisch: ‚More popular than Jesus‘) war eine kontroverse Anmerkung, die von John Lennon, Sänger und Gitarrist der britischen Rockband The Beatles, 1966 gemacht wurde. Lennon sagte, dass sich das Christentum im Niedergang befinde und die Beatles populärer als Jesus Christus geworden seien. Die Bemerkung blieb bei ihrer ursprünglichen Veröffentlichung im Vereinigten Königreich ohne große Wirkung, jedoch kam es zu erzürnten Reaktionen in christlichen Gemeinschaften, als die Anmerkung fünf Monate später in den USA gedruckt wurde.
Lennon machte die Aussage ursprünglich im März 1966 während eines Interviews mit Maureen Cleave für den London Evening Standard, das keine Reaktion der Öffentlichkeit nach sich zog. Als Datebook, eine US-amerikanische Zeitschrift für Teenager, Lennons Aussage Ende Juli 1966 in einem ihrer Artikel zitierte, brachen extensive Proteste im Süden, insbesondere im Bible Belt, der Vereinigten Staaten aus. Einige Radiosender stoppten das Senden von Beatles-Songs, ihre Alben wurden öffentlich verbrannt, Pressekonferenzen abgesagt und Drohungen ausgestoßen. Die Kontroversen fanden zeitgleich mit der geplanten US-Tour der Beatles im August 1966 statt, weshalb Brian Epstein und Tony Barrow, der Pressesprecher der Beatles, den Disput mit einer Reihe von Pressekonferenzen zu beschwichtigen versuchten. Vor einigen Konzerten kam es zu Störungen und Einschüchterungen, darunter das Aufstellen von Streikposten des Ku-Klux-Klans. Die Kontroverse trug zur Entscheidung der Beatles bei, nicht mehr live aufzutreten. Die US-Tournee von 1966 war die letzte, die sie unternahmen.

## Hintergrund
Im März 1966 gab es im London Evening Standard eine wöchentliche Reihe von Artikeln mit dem Titel “How Does a Beatle Live?” (deutsch: ‚Wie lebt ein Beatle?‘). Die Artikel stellten John Lennon, Ringo Starr, George Harrison und Paul McCartney vor. Die Berichte wurden von der Journalistin Maureen Cleave durchgeführt, die die Beatles gut kannte und sie seit dem Start der Beatlemania im Vereinigten Königreich regelmäßig interviewt hatte. Drei Jahre zuvor schrieb sie, dass die Beatles „die Schätzchen von Merseyside“ (englisch: ‚the darlings of Merseyside‘) seien, und sie begleitete die Band im Flugzeug bei ihrer ersten US-Tournee im Februar 1964. Für ihre Lifestyle-Reihe interviewte sie die Gruppe individuell, anstatt alle gemeinsam, wie es üblich war.
Cleave interviewte Lennon am 4. März 1966. In seinem Zuhause in Kenwood, St. George’s Hill (Weybridge), fand sie ein Kruzifix, ein Gorillakostüm, eine mittelalterliche Rüstung und eine gut ausgestattete Bibliothek mit Werken von Alfred Tennyson, Jonathan Swift, Oscar Wilde, George Orwell, Aldous Huxley, sowie The Passover Plot von Hugh J. Schonfield, das Lennons Meinung bezüglich des Christentums beeinflusst hatte. Cleaves Artikel erwähnte, dass Lennon „extensiv über Religion gelesen“ hatte und zitierte einen Kommentar, den er gemacht hatte:

“Christianity will go. It will vanish and shrink. I needn't argue about that; I'm right and I'll be proved right. We're more popular than Jesus now; I don't know which will go first – rock 'n' roll or Christianity. Jesus was all right but his disciples were thick and ordinary. It's them twisting it that ruins it for me.”

„Das Christentum wird vergehen. Es wird verschwinden und schrumpfen. Darüber brauche ich nicht zu diskutieren; ich habe recht und ich werde recht behalten. Wir sind gerade populärer als Jesus; ich weiß nicht, was zuerst dahinscheiden wird – Rock ’n’ Roll oder das Christentum. Jesus war in Ordnung, aber seine Jünger waren dumm und einfältig. Es ist ihre Verdrehung, die es für mich ruiniert.“

Cleaves Interview mit Lennon wurde im März 1966 im Evening Standard publiziert und löste keine öffentliche Reaktion im Vereinigten Königreich aus. Besucherzahlen in Kirchen nahmen stetig ab und die christlichen Gemeinden machten aus ihren Bemühungen, ihr Image in etwas Relevantes zu verwandeln, kein Geheimnis.

## Reaktion in den USA
Am Tag nach der Veröffentlichung von Cleaves Artikel im Evening Standard bot Tony Barrow, der Pressesprecher der Beatles, Datebook die Rechte an allen vier Interviews an. Barrow glaubte, dass diese wichtig waren, um den Fans zu zeigen, dass die Beatles über schlichte Popmusik hinaus fortschritten und intellektuell anspruchsvollere Arbeiten produzierten.
Im Juli 1966, etwa fünf Monate nach der Veröffentlichung im Vereinigten Königreich, wurden die Interviews in Datebook neu veröffentlicht. Allerdings entschloss sich Layout-Designer Art Unger, das Zitat von Lennon über das Christentum auf der Titelseite zu drucken. In Birmingham (Alabama) hörte Tommy Charles, Rundfunkmoderator beim Sender WAQY, von dem Zitat von seinem Arbeitskollegen Doug Layton und war sofort erzürnt. Charles und Layton fragten nach Stellungnahmen ihrer Zuhörer und erhielten hauptsächlich negative Rückmeldungen. Al Benn, der damalige Büroleiter der United Press International News, hörte die WAQY-Sendung und reichte eine Meldung in New York ein, die schließlich in einer Schlagzeile der New York Times am 5. August gipfelte. Ungefähr zwei Dutzend andere Radiosender folgten WAQYs Ankündigung, fortan keine Beatles-Songs mehr zu senden. Manche Sender im Deep South der USA gingen noch einen Schritt weiter und organisierten Demonstrationen mit Lagerfeuern, die Horden an Teenagern anzogen, um öffentlich Beatles-Alben und andere Fanartikel zu verbrennen.
Epstein war durch die Reaktionen so beunruhigt, dass er in Betracht zog, die bevorstehende US-Tournee abzusagen, da er befürchtete, die Band könnte ernsthaft verletzt werden. Er flog in die USA, um eine Pressekonferenz in New York City zu halten. Epsteins Bemühungen hatten wenig Erfolg, da sich die Kontroverse rund um das Zitat rasch über amerikanische Grenzen hinaus verbreitete. In Mexiko-Stadt kam es zu Demonstrationen und in einer Reihe von Ländern, unter anderem Südafrika und Spanien, kam es zu der Entscheidung, die Musik der Beatles auf nationalen Radiosendern nicht mehr zu spielen. Der Vatikanstaat verurteilte Lennons Kommentare in einer öffentlichen Verlautbarung.

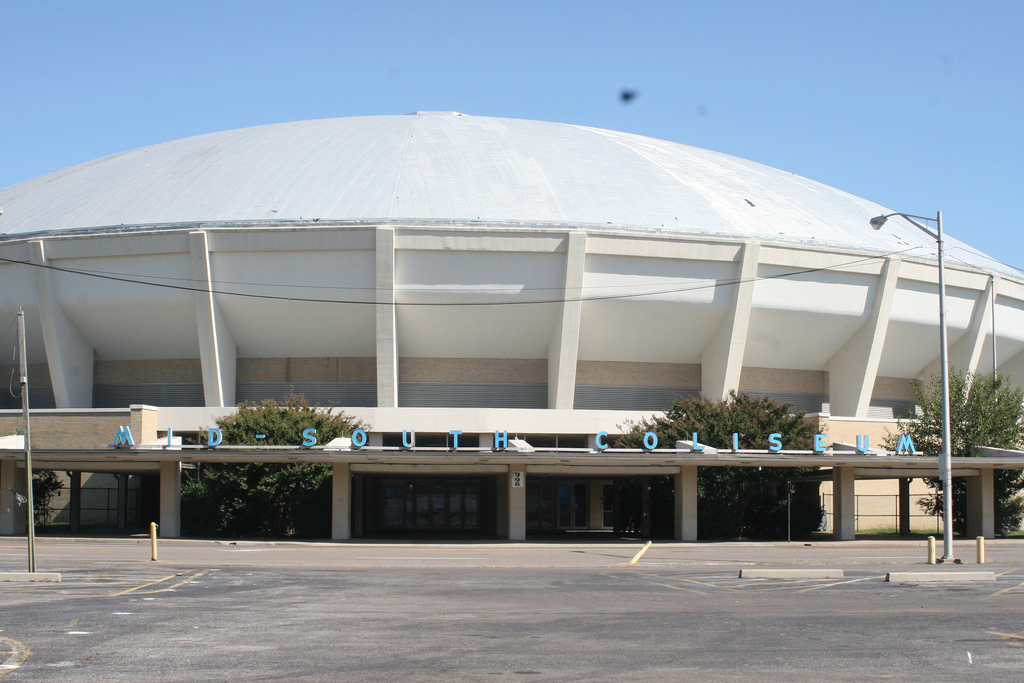
Während des Auftritts im Mid-South Coliseum in Memphis (Tennessee) explodierte am 19. August 1966 ein Feuerwerkskörper auf der Bühne

Die Beatles begannen ihre US-Tournee am 11. August 1966. Es gab Proteste und Unruhen. Es kam zu telefonischen Drohungen und Konzerte wurden durch den Ku-Klux-Klan mit Absperrungen behindert. Der Stadtrat von Memphis – wissend, dass ein Beatles-Konzert im Mid-South Coliseum geplant war – stimmte für das Absagen des Konzertes. Der Stadtrat sagte: „Die Beatles sind in Memphis nicht willkommen.“ Außerdem nagelte der Ku-Klux-Klan Alben der Beatles an Holzkreuze und schwor „Rache“, während konservative Gruppen nochmals öffentliche Verbrennungen von Fanartikeln und Alben veranstalteten. Pastor Jimmy Stroad verkündete, dass die Massenversammlung der Christen in Memphis „der Jugend im mittleren Süden der USA die Möglichkeit biete, zu zeigen, dass Jesus Christus populärer als die Beatles sei“. Die Konzerte in Memphis wurden am 19. August 1966 abgehalten. Der Nachmittagsauftritt verlief wie geplant, allerdings kam es zu einer kleinen Panik, als ein Feuerwerkskörper während des Auftritts auf der Bühne explodierte, was die Band dazu veranlasste, zu glauben, sie seien unter Beschuss genommen worden.
Die Gruppe hasste die Tour, einerseits wegen der Streitigkeiten und Reaktionen über Lennons Kommentare, andererseits war sie unglücklich über Epstein, der immer wieder Auftritte organisierte, die sie von ihrer Arbeit im Aufnahmestudio abhielten. Harrison überlegte ernsthaft die Band zu verlassen, wurde aber überredet zu bleiben, unter der Bedingung, dass sie fortan nur noch Songs im Studio produzieren und keine Auftritte mehr geben würden.